# 외로움

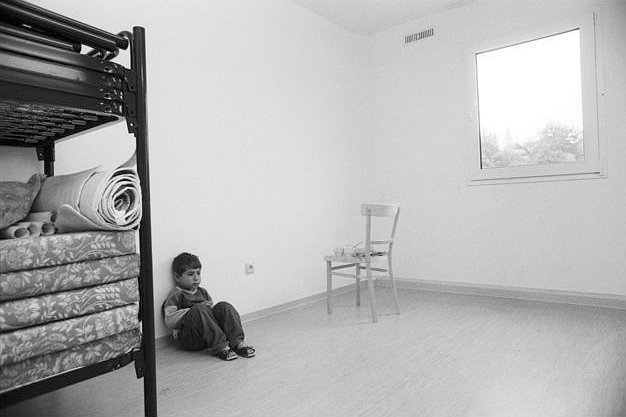

외로움(loneliness)의 사전적 정의는 '홀로 되어 쓸쓸한 마음이나 느낌'을 뜻한다. 사회적 동물인 인간이 타인과 소통하지 못하고 격리되었을 때 느끼게 된다. 예를 들면 낯선 환경에서 혼자서 적응 할 때, 사랑하는 사람과 이별하였을 때 등 혼자가 되었다고 느낄 때 외로움을 느낀다고 할 수 있다. 외로움의 어원은 하나를 뜻하는 '외'와 ‘그러함’ 또는 ‘그럴 만함’의 뜻을 더하고 형용사를 만드는 접미사 '~롭다'를 붙여서 만들어진 것으로 추측된다. 내성적인 사람이 외로움을 덜 느끼는 것은 아니다. 성향의 차이일뿐 외향적인 사람도 소수의 사람들과의 커뮤니케이션이 부족하면 내성적인 사람만큼 외로움을 느낀다. 내성적,외향적인 성격과 외로움은 상관관계가 없다. (관련이 있다는 연구결과가 있으면 근거로 제시하여 추가할것) 비슷한 말로는 '고독'이 있으며 외로움을 오랫동안 겪다보면 우울증과 자칫 자해, 자살과 같은 극단적인 선택으로 이어지는 수도 있다. 사회적 소외감을 느끼고 주변 사람들로부터 격리되었다고 느낄 때 실제로 뇌의 통증을 느끼는 부분이 활성화된다고 한다.
최근에 문제가 되고 있는 학교폭력 '왕따', '따돌림', 그리고 회사생활 중 여러 사람이 한 사람을 심리적, 사회적으로 소외시켜 외롭게 만듦으로써 심리적 고통을 주는 행위이다.

## 원인

### 존재론적
외로움은 모든 인간이 어느 정도 느끼는 보편조건(universal condition)이라고 여겨져 왔다. 이런 관점에서 어느 수준의 외로움은, 인간 삶의 유한함이 타인과의 연결이라는 내재적 욕구를 계속해서 만족시켜나가는 건 불가능하다는 것을 의미한다는 점에서 불가피하다. 미켈 카터(Michele A. Carter)와 벤 라자레 미유스코비치(Ben Lazare Mijuskovic)는 존재론적 관점과 그에 대해 이야기해온 작가들을 추적하는 책과 에세이를 썼다. 토마스 울프(Thomas Wolfe)의 1930년대 에세이 신이 사랑하는 남자(God's Lonely Man)는 이러한 관점에서 자주 언급된다. 울프는 모두가 자신에 대하여 특별한 방식으로 자신이 외롭다고 생각하지만, 실제로 모두가 때때로 외로움을 느낀다. 외로움의 경감은 좋은 것일 수 있다고 동의하면서도, 존재론적 관점을 취하는 사람들은 이러한 노력이 완전히 성공하는 것엔 의구심을 가지며, 외로움을 피할 수 없고 이로운 것이라고 보는데 이는 삶의 기쁨을 느끼게 해주기 때문이다.

### 문화적
문화는 두가지 의미에서 외로움의 원인으로 논의된다. 이민자는 고향 문화를 잃었기에 외로움을 탈 수 있다. 연구는 이러한 영향이 집단문화 성격의 아시아 국가 출신 학생들에 훨씬 개인주의적인 영어권 국가 대학에 들어갈 때 특히 강할 수 있다. 또한 계몽주의(enlightenment)가 오래된 공동가치를 넘어서 개인주의를 칭송하기 시작하면서 서구문화가 외로움에 기여하였다는 차원에서, 문화는 외로움의 원인이 되기도 한다.

### 의미있는 관계의 결여
많은 사람들에게 원가족(family of origin)은 평생 가지고 갈 신념체계나 사랑하는 이의 사망 후 추억할 거리를 만드는데 필요한 관계를 형성하는 신뢰를 제공하지 않았다. 이는 양육 스타일, 전통, 인격장애(personality disorders)와 학대적 가족 환경 등의 정신건강 문제 때문일 수 있다. 때론 종교적 기피때문이기도 하다.
이는 자신을 알고, 자신을 평가하며, 타인과 관계 맺는 능력에 나쁜 영향을 주거나, 그렇게 하는 것을 어렵게 한다.
이런 요인들과 기타 다른 요인들은, 친구나 가족과 어울리라거나 사회활동을 하라는 모범적인 의학적 충고 혹은 심리학적 충고에 의하여 간과되기 쉽다. 사귈 사람이 없거나, 혹은 대인관계 기술이나 지식이 없어서 타인과 연결할 능력이 없을 때에는 항상 가능하지는 않다. 시간이 지나면서 다양한 시도에도 불구하고 대인관계 기술 부족으로 인한 실패나 거절을 맛보게 됨으로써 좌절하거나 냉담해지게 된다.
외로움이 신체와 정신에 끼치는 해로운 효과를 잘 알고 있음에도 불구하고, 해마다 전 연령대별로 외로움의 비중이 점차 커지고 있으며 특히 노년층에서 더욱 그러하다. 인간은 연결되는 새로운 방식이 필요한데, 모든 사람들이 특히 전자기기에 집중하는 이때에, 이러한 일은 하나의 도전이다.

### 관계 상실
외로움은 일시적이긴 하지만 매우 흔한 이별이나 사별의 결과물이기도 하다. 삶에서 중요한 사람을 잃는 것은 슬픔을 자아낸다. 이런 경우 다른 사람과 함께 있어도 외로움을 느끼기 마련이다. 외로움은 소속된 사회 집단이 파괴될 때 발생하기도 하며, 때론 유학이나 취직으로 인하여 고향을 떠났을 때 발생하는 향수병과 함께 오기도 한다.

### 상황적 외로움
모든 상황과 사건은 외로움을 일으킬 수 있으며, 특히 민감한 사람들의 특정 성격적 특성(personality traits)에서 더욱 그러하다. 예를 들어, 매우 사교성 좋은 외향적 성향의 사람은 사귈 사람이 적은 인구밀도 가 낮은 곳에서 살면 외로움을 느낀다. 또한 외로움을 줄여준다고 알려진 사건들이 외로움을 유발하기도 한다. 예를 들어 출산의 경우 산후우울증(postpartum depression)이나, 결혼 후 결혼생활이 불안정해지고 이전 관계를 파괴하거나 정서적으로 냉담해진다. 외부 사건으로 영향받는 경우, 외로움은 종전에 가지고 있던 임상우울증(chronic depression)이나 불안(anxienty)과 같은 정신건강 문제로 악화되기도 한다.

### 자기영속적 외로움
장기적인 외로움은 과각성(hypervigilance)이나 사회적 어색함(social awkwardness)과 같은 부적응적 사회인지(maladaptive social cognition)를 유발한다. 이는 기존 관계를 유지하거나 새로운 관계를 형성하는 것을 힘들게 한다. 다양한 연구는 이러한 부적응적 인지를 처리하는 치료법은 외로움을 줄이고자 개입하는 유일하고도 가장 효과적인 방법이지만 항상 누구에게나 효과가 있는 것은 아니라고 한다.

### 사회적 전염
외로움은 질병처럼 사회집단으로 확산되기도 한다. 이러한 확산의 기제는 임상적외로움에서 오는 부적응적 인지를 수반한다. 어떤 이유에서 친구를 잃은 사람은 외로움이 증가하여서 다른 친구를 지나치게 필요로 하거나 의심하는 부적응적 인지를 일으킨다. 만약 남은 친구들마저 계속 끊어지게 되면, 사람과의 연결이 끊어지게 된다. 다른 친구들도 외로워지게 되고, 외로움이 물결처럼 번진다. 그러나 연구들은 이러한 전염이 지속되지 않는다고 보았다. 조금 외로워졌다고 해서 부적응적 인지가 있는 것은 아니라고 본다. 또한 친구를 잃으면 새로운 친구를 사귀거나 기존 관계를 깊게 할 수도 있다.

### 인터넷
연구들, 특히 인터넷 사용이 확산되기 전의 1990년대부터 데이터를 이용한 연구들에서, 과도한 인터넷 사용과 외로움 간의 연관성을 찾아왔다. 그러나 인터넷 사용과 외로움 간의 연관성이 단순히 외로운 사람들이 인터넷에 더 끌리게 된 것의 결과인지, 혹은 인터넷이 실제로 외로움을 일으키는지에 관하여 시행한 연구들을 통해서 정반대 결과가 도출되었다. 전위가설(displacement hypothesis)은 일부 사람들이 현실의 대인관계에서 자신을 벗어나는 길을 택하여서 인터넷에 더 많은 시간을 할애한다는 것이다. 과도한 인터넷 사용은 불안과 우울을 직접적으로 일으키는데 불안과 우울은 외로움을 일으키는 증상이다. 그러나 이러한 것들은 대인관계를 쉽게 하고 사람에게 힘을 불어넣는 인터넷의 효능에 의해 상쇄될 수 있다. 일부 연구에서는 인터넷 사용이 최소한 몇몇 유형의 사람들에게 있어 외로움의 원인이라고 하였다. 다른 연구들은 인터넷 사용이 외로움을 줄이는데 긍정적인 효과가 있을 수 있다고 본다. 2015년 이후 메타연구와 리뷰의 저자는 외로움과 인터넷 사용 간의 양방향적 인과관계가 있다고 논의하였다. 과도한 인터넷 사용, 특히 수동적인 인터넷 사용은 외로움을 늘릴 수 있다. 반면 단순히 수동적으로 컨텐츠를 소비하는 것이 아니라 타인과 함께 하는 사용자가 적절히 인터넷을 사용하면 사회적 연결이 강화되고 외로움을 줄일 수 있다.

### 유전자
2016년 외로움에 대한 첫 전장유전체(genome-wide) 연관성연구(association study)는 외로움의 유전성은 14-27%라는 사실을 발견하였다. 유전자가 외로움을 얼마나 느낄지를 결정하지만, 개인의 경험과 환경보다는 그 요소가 적다. 그러나 이전의 소규모 연구들에서는 외로움이 37-55% 정도가 유전이라고 보았다.

### 기타
통근 시간이 긴 사람은 다른 건강 부문에 있어서도 부정적 영향을 받지만 외로움을 크게 느낀다고 보고되었다.

## 유형
외로움의 두 유형은 사회적 외로움(social loneliness)과 감정적 외로움(emotional loneliness)이다. 1973년 로버트 웨이스(Robert S. Weiss)가 자신의 저서 『외로움 : 감정적 사회적 고립의 경험(Loneliness: The Experience of Emotional and Social Isolation)』에서 이렇게 정의하였다. 웨이스는 감정적 외로움을 충족시키는 것은 사회적 외로움을 위한 균형추가 될 수 없으며 그 반대도 그러하기에, 두 유형의 외로움은 각자 측정되어야 한다고 한데서, 외로움을 가루거나 이해하려는 일에 종사하는 사람들은 이 두 유형을 각자 다뤄온 편이었지만, 항상 그런 것은 아니었다.

### 사회적 외로움
사회적 외로움은 사회 네트워크(social network)가 넓지 못하여 겪는 외로움이다. 자신이 어느 한 공동체에 속하였다든지, 힘들 때 기댈 수 있는 친구나 동지가 있다든지 하는 감정을 느끼지 못한다.

### 감정적 외로움
감정적 외로움은 타인과 깊고 서로 성장하는 관계가 없을 때 발생한다. 웨이스는 감정적 외로움을 애착이론(attachment theory)에 연결시킨다. 누구나 깊은 애착에 대한 욕구가 있으며, 이는 가까운 친구를 통해 충족되지만, 부모나 연인, 부부와 같은 가까운 가족구성원을 통하여서 더 충족된다. 1997년 엔리코 디토마소(Enrico DiTommaso)와 배리 스피너(Barry Spinner)는 감정적 외로움을 로맨틱 외로움(romantic loneliness)과 가족적 외로움(family loneliness)로 분류하였다.
2019년 연구에서는 감정적 외로움이 독거노인의 사망 가능성을 상당히 높인다고 발견하였다. 반면 사회적 외로움으로 인한 사망가능성 증가는 보이지 않았다.

#### 가족적 외로움
가족적 외로움은 가족구성원 간의 가까운 연대가 부족하다고 느낄 때 발생한다. 1,009명의 학생을 대상으로 한 2010년 연구에서는 로맨틱 외로움이나 사회적 외로움이 아닌, 가족적 외로움만이 자해 가능성을 높인다는 사실을 발견하였다.

#### 로맨틱 외로움
로맨틱 외로움은 연인이나 부부와의 연결이 부족한 청소년과 성인들이 경험한다. 심리학자들은 전념할 수 있는 이성관계를 만드는 것이 청년에게 있어 중요한 발달과업이지만 대부분이 이를 20대 후반으로 미룬다고 주장해 왔다. 로맨틱 관계에 있는 사람들은 관계가 감정적 친밀함을 제공한다는 조건 하에서 독신보다 외로움을 덜 느낀다. 그러나 불안정하거나 냉랭한 관계에 있는 사람은 로맨틱 외로움을 느낄 수 있다.

### 기타
이외에도 다른 유형의 외로움이 있다. 예를 들어, 존재적 외로움(existential loneliness), 위험한 우주 한 가운데에서 느끼는 우주적 외로움(cosmic loneliness), 이민자로서 고향 문화를 그리워하는 문화적 외로움(cultural loneliness)이 있다. 이러한 유형들은 사회적 외로움, 로맨틱 외로움, 가족적 외로움라는 세 유형에에 비하여서 덜 연구되었다. 그로나 외로움을 느끼는 하위집단들에 대한 경험을 이해하는 것이 중요할 수 있다.
봉쇄 외로움
봉쇄 외로움(Lockdown loneliness)은 코비드-19 팬데믹이나 이와 유사한 긴급 상황에서 사회적 거리두기와 봉쇄조치로 인한 사회적 단절로 인하여 발생하는 외로움을 말한다.

## 구분

### 외롭다는 것과 사회적으로 격리된 것
외로움을 느끼는 것과 사회적으로 격리되는 것(외톨이loner) 사이에는 명확한 구분이 있다. 특히 외로움에 관한 한 주장은, 사회적 상호작용(social interaction)이 필요한 정도와 실제 정도 사이에서의 어긋남이라는 것이지만, 고독(solitude)은 타인과의 접촉이 부족한 것에 불과하다는 것이다. 따라서 외로움은 주관적인 경험이다. 개인이 외롭다고 느끼면 외로운 것이다. 고독한 속에서 외로울 수 있으며, 군중 속에서도 외로울 수 있다. 외로워진다는 것은 사회적 상호작용이나 현재로선 사용 불가능한 사회적 상호작용이 필요하다는 사실을 말한다. 파티 한 가운데 있어도 많은 사람과 이야기하지 못하여 외로울 수 있다. 역으로 혼자 있음에도 외로움을 느끼지 않을 수 있다. 주변에 아무도 없어도 사회적 의사소통이 불필요하여 외롭지 않을 수 있다. 또한 각자가 최적의 사회적 의사소통 수준이 있다는 주장도 있가. 너무 많거나 적은 사회적 상호작용을 하면 외로움이나 과잉자극(over-stimulation)을 느낄 수 있다.
고독은 긍정적인 효과가 있기도 하다. 한 연구에 따르면, 혼자 있는 시간을 가지면 기분을 우울케 하고 외로움을 많이 느끼지만, 집중(concentration)과 같은  인지 상태(cognitive state)를 향상시키기도 한다. 유의미하고 생생한 존재감을 찾기 위한 고독을 추구한다고도 주장된다. 또한 혼자있는 시간이 끝나면 기분은 다시 증가한다. 고독은 기타 긍정적인 성장 경험이나 종교적 경험, 청소년에게는 통과의례(rites of passage)에 필요한 고독한 탐색과 같은 정체성 만들기와도 관련되어 있다.

### 일시적 외로움과 임상적 외로움
외로움의 다른 유형은 시간에 주목한다. 이런 관점에서 외로움은 일시적(transient)이거나 임상적(chronic)일 수 있다.
일시적 외로움(transient loneliness)은 본래 일시적으로 잠시 생기는 것으로, 쉽게 사그러든다. 임상적 외로움(chronic loneliness)은 지속되고 쉽게 사그러짖 않는다. 예를 들어, 아파서 친구들과 만나지 못하면, 일시적 외로움일 수 있다. 몸이 나으면 외로움을 경감시키기 쉽다. 장기적인 외로움을 느끼는 사람은 가족모임이나 친구들 사이에 있어도 임상적 외로움을 경험한다.

### 인간의 조건의로서의 외로움
존재론자(existentialist school) 입장에서는 개별성(individuality)이 인간다움의 필수라고 본다. 사람은 저마다 홀로 이 세상에 태어나, 홀로 인생을 살아가며 종국엔 홀로 죽는다. 이를 다루고 수용하며 감사와 만족함을 알며 우리 삶을 다루는 방식을 채우는 것은 인간의 조건(human condition)인 것이다.
장 폴 사르트르(Jean-Paul Sartre)와 같은 철학자들은 사람이 삶의 의미를 추구하는 것과 우주의 고립과 허무(nothingness) 사이의 모순(paradox) 때문에 외로움은 인간의 조건의 주요 부분이라는 인식적 외로움(epistemic loneliness)에 대해 긍정한다. 반대로, 존재론자들은 소통하고 창조함으로써 사람은 서로 그리고 우주에 적극적으로 영향을 주며, 외로움은 이러한 과정으로부터 단절되는 느낌에 불과하다는 것이라고 주장한다.

## 외로움에 대한 연구
1년 이상 만성적으로 외로움을 느끼면 우울증에 걸릴 확률이 높아진다.

### 신경과학
신경과학자 존 카시오포는 사람들이 외로움을 느끼도록 진화했다고 주장한다. 외로움을 느끼기 때문에 인간이 서로 협력하고 다른 사람을 만나게 된다고 하였다.

### 사회학
사회학자 에밀 뒤르켐(Émile Durkheim)은 외로움을 특별히 (예를 들면 우정이나 이타적 생각이 아닌) 다른 사람을 위하여 살지 못하는 무능력 혹은 싫어함으로 보는데 자기중심적 자살이라고 불리는 주된 원인이라고 한다.

### 실존주의학파
실존주의 학파에서는 외로움을 인간이 되어가는 본질로 본다. 인간의 상태를 외로운 존재라고 본다. 각 개인은 세상으로 홀로 와서, 분리된 인격으로 생을 여행하고 궁극적으로 홀로 죽는다고 한다. 샤르트르는 외로움은 인간이 의미있는 삶을 갈망하는 의식과 우주에서 고립되고 무가치함 사이의 모순 때문에 인간 조건의 근본적인 요소라는 인식론적 외로움을 주장한다. 인간은 다른 사람들과 우주와 연결되어 활동하고 소통하고 창조하는데 이런 과정이 끊어진 기분이 외로움이라고 본다.

## 외로움에 대한 설문조사
BBC가 전 세계 5만 5천 명을 대상으로 온라인 설문조사를 한 결과, 아래와 같은 점들을 발견했다.
- 75세 이상 노인은 27%가 자주 외롭다고 하였고 16-24세 젊은이는 40%가 자주 외롭다고 응답
- 외로움을 긍정적으로 받아들인다고 답한 사람은 전체의 41%, 자주 외로움을 느끼는 사람들은 31%가 외로움을 긍정적으로 받아들인다고 응답
- 사회성은 외로움과 크게 연관 없음. 외로움을 잘 느끼는 사람들은 신경증, 불안감의 영향이 더 큼.
- 겨울에 외로움을 느끼는 사람들은 비교적 적었음.
- 외로움을 자주 느낄수록 사회적 공감 능력이 평균보다 높았음.

## 질병
특히 60대에 혼자 살고 사람과 교류하지 않으면 치매와 우울증에 걸린다.

## 같이 보기
- 고독
- 노년기 - 외로움을 많이 타는 시기.
- 수줍음
- 사회적 불안
- 사회 공포증
- 사회적 고립
- 고독공포증
- 우울증
- 솔로
- 왕따
- 모태솔로
- 싱글
- 독신
- 개인주의
- 인간 관계
- 분열성 인격장애